# Víctor Israel
Víctor Israel (eigt. Josep María Soler Vilanova; * 13. Juni 1929 in Barcelona; † 19. September 2009 ebenda) war ein spanischer Schauspieler katalanischer Abstammung.

## Leben
Seine Eltern hießen Felip Soler und Rosalina Vilanova. Israel ließ sich an der „Escuela de actores de la Ciudad Condal“ ausbilden und debütierte zu Beginn der 1960er Jahre beim Film. Seine erste große Rolle vor der Kamera hatte er im Jahr 1962 in dem Film Tierra de todos von Antonio Isasi-Isasmendi. Im selben Jahr wirkte er im westeuropäischen Film Bis aufs Blut von Michael Carreras mit. Er war in nahezu 150 Filmen zu sehen, unter anderem in Doktor Schiwago und 30 Western europäischer Produktion, so in Zwei glorreiche Halunken.
Israel arbeitete sein professionelles Leben lang als Charakterdarsteller; seine Physiognomie mit kleinem Kopf, dünnen Haaren, schiefem Mund und Gebiss prädestinierte ihn für Rollen wie kauzige Einzelgänger, unheimliche Gestalten in Horrorfilmen – die einen Gutteil seiner Filmografie ausmachen – und seltsame Padres. Bis zu seinem Tod spielte er vor allem in spanischen und italienischen Filmen. Auch im Fernsehen war Israel ein oft gesehener Darsteller.

## Filmografie (Auswahl)
- 1961: Bis aufs Blut (Tierra Brutal)
- 1965: Die Hölle von Manitoba
- 1966: Doktor Schiwago (Doctor Zhivago)
- 1966: Dinamita Jim
- 1966: Rocco – der Mann mit den zwei Gesichtern (Sugar Colt)
- 1966: Die unerbittlichen Fünf (I cinque della vendetta)
- 1966: Zwei glorreiche Halunken (Il buono, il brutto, il cattivo)
- 1967: Eine Kugel für Mac Gregor (7 donne per i Mac Gregor)
- 1968: Ein Colt für hundert Särge (Una pistola per cento bari)
- 1968: Killer adios (Killer, adios)
- 1968: Rio Hondo (Comanche blanco)
- 1969: Das Versteck – Angst und Mord im Mädcheninternat (La residencia)
- 1969: Die wahre Geschichte des Frank Mannata (¡Viva América!)
- 1971: Mord in der Rue Morgue (Murders in the Rue Morgue)
- 1971: The Arizona Kid
- 1971: Ein Halleluja für Spirito Santo (Uomo avvisato mezzo ammazzato… Parola di Spirito Santo)
- 1971: Das Licht am Ende der Welt (The Light at the Edge of the World)
- 1971: Zwei wilde Companeros (Viva la muerte… tua!)
- 1972: Bete, Amigo! (Che c'entriamo noi con la rivoluzione?)
- 1972: Horror-Expreß (Pánico en el transiberiano)
- 1972: Rache in El Paso (I senza Dio)
- 1972: Die rote Sonne der Rache (La banda J.S.: cronaca criminale del Far West)
- 1972: Die Schatzinsel (Treasure Island)
- 1973: Auch die Engel essen Bohnen (Anche gli angeli mangiano fagioli)
- 1973: Der Clan der Killer (Un tipo con una faccia strana ti cerca per ucciderti)
- 1973: Tote Zeugen singen nicht (La polizia incrimina la legge assolve)
- 1975: Schöne Küsse aus Fernost (Bons baisers de Hong Kong)
- 1980: Hölle der lebenden Toten (Virus)
- 1984: Al Este del Oeste
- 2006: Goyas Geister (Los fantasmas de Goya)